# Ряпосов, Иван Иосифович
Иван Иосифович Ряпосов — советский хозяйственный, государственный и политический деятель, Герой Социалистического Труда.

## Биография
Родился в 1922 году в деревне Рогали. Член КПСС.
С 1939 года — на хозяйственной, общественной и политической работе. В 1939—1982 гг. — ученик-счетовод, в Красной Армии, ванщик Соликамского магниевого завода, бригадир электролизников, диспетчер Соликамского магниевого завода Пермского совнархоза.
Указом Президиума Верховного Совета СССР от 9 июня 1961 года присвоено звание Героя Социалистического Труда с вручением ордена Ленина и золотой медали «Серп и Молот».
Избирался депутатом Верховного Совета РСФСР 5-го и 6-го созывов. Делегат XXII съезда КПСС. Делегат Всесоюзного съезда общества изобретателей и рационализаторов.
Третья премия на 25-м Всесоюзном конкурсе изобретателей и рационализаторов за лучшее предложение по экономике электрической и тепловой энергии в 1970 году.
Почётный гражданин города Соликамска.